# عبلة محيو السباعي
عبلة محيو السباعي هي عالمة أوبئة لبنانية تدرس في كلية العلوم الصحية في الجامعة الأمريكية في بيروت.

## سيرتها الشخصية
دافعت السباعي عن أطروحة الدكتوراه عام 1997 في مدرسة لندن لحفظ الصحة وطب المناطق الحارة.
في عام 2010 تشاركت مع سينثيا مينتي في تأسيس جامعة لكبار السن في الجامعة الأمريكية في بيروت.
ألّفت أكثر من 250 مقالاً وتقريراً تتمحور بشكل رئيسي حول الشيخوخة وكبار السن.
في عام 2020، حصلت على جائزة لوريال-يونسكو للمرأة في العلوم لعملها الرائد والتزامها بتحسين الشيخوخة الصحية في البلدان المنخفضة والمتوسطة الدخل وتأثيرها على الصحة والسياسات والبرامج الاجتماعية.